# 加尔茨
奥得河畔加尔茨（德語：Gartz (Oder)），通称加尔茨（德語：Gartz，發音：[ɡaʁts] ⓘ），是德国勃兰登堡州乌克马克县的城市，面积61.89平方千米，2023年12月31日人口为2,427人。